# Siebengebirge
Le Siebengebirge sono una catena montuosa della Renania Settentrionale-Vestfalia, in Germania.